# Dessa
Dessa è un comune rurale del Niger facente parte del dipartimento di Tillabéri nella regione omonima.